# José Félix Allende-Salazar Mazarredo
José Félix Allende-Salazar Mazarredo (Bilbao, 21 de febrero de 1802 - Madrid, 25 de enero de 1893) fue un militar y político español, ministro durante el reinado de Isabel II.

## Biografía
Entre 1814 y 1817 estudió en el Seminario de Nobles de Vergara y el 28 de marzo de 1818 ingresó en la Academia de Cadetes. De ahí pasó a la Guardia Real, cuerpo que abandonó tras el motín que esta perpetró el 7 de julio de 1822 para ingresar en el Batallón de los Leales Constitucionales. Destacado liberal, combatió a los Cien Mil Hijos de San Luis en Aragón. Capturado en Cádiz en 1823, fue confinado un tiempo a Almagro y apartado de la carrera militar. En marzo de 1833 reingresó como alférez en la Guardia Real y marchó a las Provincias Vascongadas para luchar en la primera guerra carlista como ayudante de campo del comandante general de Vizcaya, Baldomero Espartero. En 1835 participó en el sitio de Bilbao, tras el que ascendió a teniente. Dos años más tarde volvió a ascender en el escalafón hasta los rangos de capitán y comandante, y en 1838 a teniente coronel y coronel. Le fue conferido entonces el mando del Regimiento de Caballería «Almansa», que ocupó hasta marzo de 1839.
En marzo de 1840 pidió la excedencia del ejército y durante la regencia de Espartero volvió a Bilbao, alejado de la política. En febrero de 1844 fue ascendido a general a instancias de su primo, el ministro de guerra Manuel de Mazarredo. Fue elegido diputado por Vizcaya en las elecciones generales convocadas para 1853 y 1854, defendiendo el foralismo y el desarrollo del ferrocarril. Participó en la Vicalvarada de 1854 y como recompensa Espartero lo ascendió a mariscal de campo y lo nombró ministro de Marina, cargo que ocupó entre los meses de julio y diciembre de 1854.
En 1856 rompió su amistad y trato con Espartero, y por su oposición a Leopoldo O'Donnell dejó la política y volvió a Bilbao. Tras la revolución de 1868, la Diputación General de Vizcaya lo envió a Madrid con su sobrino Julián Basabe Allende-Salazar y Manuel de Urrutia y Beltrán para legitimar el hecho de que la Diputación se convirtiera en Junta Revolucionaria y defender el sistema foral. El 12 de octubre fue ascendido a teniente general y nombrado capitán general de las Provincias Vascas. En julio de 1871 dimitió de su cargo y fue nombrado capitán general de Castilla la Nueva, cargo del que también dimitió, este en mayo de 1872. Llegó a luchar en la tercera guerra carlista como ingeniero general del ejército, y acabó siendo nombrado senador por Guadalajara. Cuando se proclamó la Primera República Española dimitió de todos sus cargos y se estableció en Madrid, donde murió en 1893.